# Německé volby do říšského sněmu 1930
Německé federální volby konané 14. září 1930 byly v pořadí šesté volby do říšského sněmu Výmarské republiky. Sociálnědemokratická strana Německa (SPD) si udržela i přes ztrátu 10 křesel pozici nejsilnější strany. Výrazně posílili nacisté z NSDAP vedené Adolfem Hitlerem. Strana si polepšila o 95 křesel s stala se druhou největší. Třetí skončili komunisté.

## Předcházející události
Po parlamentních volbách v roce 1928 sestavil sociální demokrat Hermann Müller vládu široké koalice SPD, lidovců, německých demokratů, Centra a Bavorské lidové strany (více: vláda Hermanna Müllera). Vláda se od samého začátku potýkala s vnitřními spory mezi lidovci a sociálními demokraty a po vypuknutí Velké hospodářské krize v říjnu 1929 se rozkol ještě prohloubil. Vláda se nakonec rozpadla v březnu 1930 po neshodách ohledně navyšování pojištění v nezaměstnanosti.
Situace využila vlivná skupina velkostatkářů, průmyslníků a armádních špiček okolo říšského prezidenta Hindenburga, která nesouhlasila s politikou vládnoucí SPD. Hindenburg pověřil sestavením vlády Heinricha Brüninga z Centra, který vytvořil menšinovou vládu bez sociálních demokratů. Brüning následně vládl pomocí prezidentských „nouzových dekretů“ (více: článek 48), kdy pro přijmutí zákona stačilo pouhé schválení prezidentem a ne standardně celým sněmem. Někdy se Brüningova vláda nazývá prezidentský kabinet. Výrazně byl oslaben parlamentarismus a demokracie republiky. Sněm mohl dekret zamítnout, ale potřeboval k tomu většinu poslanců. Při schvalování rozpočtu pro rok 1930 byl návrh vlády odmítnut. Brüning se pokusil rozpočet protlačit pomocí dalšího prezidentského dekretu, ale narazil na plošný odpor sněmu. V nevídané shodě se sešly hlasy sociálních demokratů, komunistů, nacistů a nacionalistů a celkovým počtem 256 z 491 byl dekret zrušen. V červnu 1930 byl rozpuštěn říšský sněm a nové volby byly vypsány na 14. září 1930.

### Volební kampaně
Sociální demokraté si byli vědomi potenciálního úspěchu nacistů v nadcházejícím klání, jelikož se NSDAP podařilo výrazně uspět v několika zemských volbách. Do voleb šli s plakátem, který hlásal:„Proti buržoazii a svastice!“ V srpnu uspořádali sociální demokraté a komunisté demonstrace v Berlíně s heslem „Válku nikdy víc!“ Na 30 tisíc lidí se účastnilo části pořádané SPD a dalších 15 tisíc bylo na komunistické demonstraci. Německá demokratická strana se v červenci 1930 spojila s nacionalisty z Lidového národního říšského svazu a přejmenovala se na Německou státní stranu (DStP). Mnoho umírněných a levicově orientovaných členů následně stranu opustilo.
Nacionalisté z DNVP se museli před volbami vypořádat s rozkolem mezi proti-demokratickým křídlem strany a její umírněnou částí. Radikálové slavili vítězství a liberálnější část členů ze strany odešla a založila Konzervativní lidovou stranu. Lidovci z DVP se pokusili vytvořit pravicový blok s dalšími menšími stranami jako Konzervativní lidová strana či Říšská strana německé střední třídy, ale snaha neslavila úspěch. Kampaň NSDAP byla poprvé řízena Goebbelsem, který zakázal před volbami protižidovská hesla a nechal stranu profilovat jako nacionalistickou, protikomunistickou a antikapitalistickou. Byla velká snaha vykreslit NSDAP jako mladou, nezkaženou a činorodou. V srpnu 1930 objel Hitler za 10 dní 20 shromáždění a toho v Berlíně se účastnilo na 16 tisíc lidí.
Vlivní lidé z okolí říšského prezidenta Hindenburga doufali ve výrazné oslabení protivládních nacionalistů z DNVP a posílení provládních konzervativců z odštěpené Konzervativní lidové strany. V srpnu 1930 požádal Svaz německého průmyslu své členy, aby podporovali pouze ty strany, které ctí ústavu a jsou pro zachování soukromého sektoru i vlastnictví. Celá akce byla namířena proti aktivitám komunistů a nacistů.

## Výsledky
Největší úspěch ve volbách slavili nacisté, kteří po 800 tisících hlasech v roce 1928 jich získali v roce 1930 6,4 miliónu. Nejsilnější byla strana v severním a východním Německu. Ve Východním Prusku dokonce volby vyhrála a v Pomořansku a Šlesvicku-Holštýnsku měla přes 20 %. Nově zvolení členové říšského směnu za NSDAP následně usedli do lavic v hnědých stranických uniformách, ačkoliv tím porušovali zákon. Jelikož měli jako poslanci imunitu, žádné trestné stíhání neproběhlo. Výrazným neúspěchem skončily volby pro ostatní pravicové strany nacionalisté ztratili téměř půlku mandátů a lidovci třetinu.
Sociální demokraté vyhráli volby i po šesté a stali se opět největší stranou ve sněmu. Ztratili ale 10 poslanců. Naopak ziskem skončily volby pro komunisty, kteří se stali třetí největší stranou v říšském sněmu. Podařilo se jim dokonce vyhrát ve dvou volebních obvodech (Düsseldorf východ a Merseburg). Němečtí demokraté organizovaní v Německé státní straně ztratili 5 křesel.

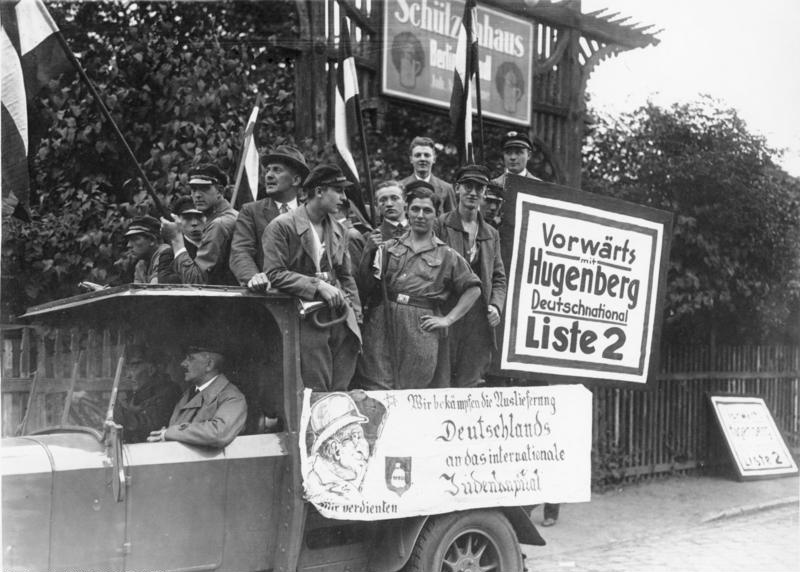
Protižidovská kampaň DNVP

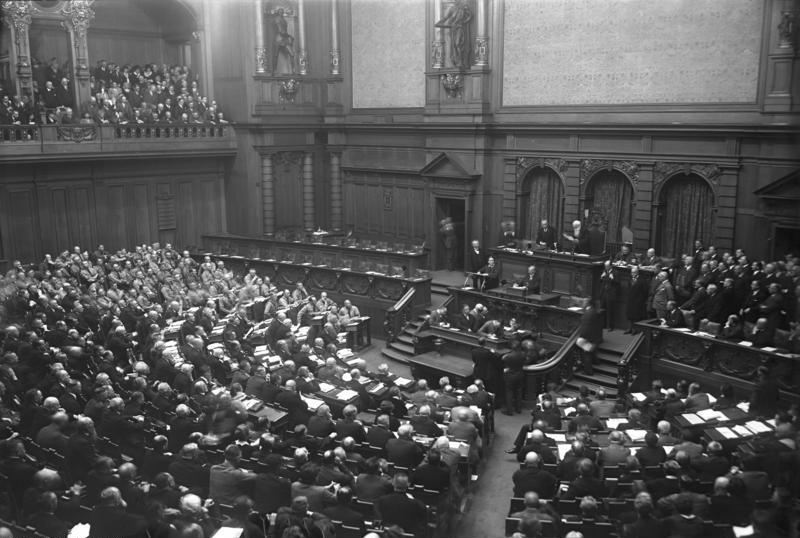
Zasedání říšského směnu v roce 1930, vlevo lze rozeznat nacistické poslance v hnědých košilích

| Politická strana | Politická strana                                      | Hlasy v % (změna) | Hlasy v % (změna) | Mandáty (změna) | Mandáty (změna) |
| ---------------- | ----------------------------------------------------- | ----------------- | ----------------- | --------------- | --------------- |
|                  | Sociálnědemokratická strana Německa (SPD)             | 24,5              | ▼ -5,3            | 143             | ▼ -10           |
|                  | Národně socialistická německá dělnická strana (NSDAP) | 18,3              | ▲ +15,5           | 107             | ▲ 95            |
|                  | Komunistická strana Německa (KPD)                     | 13,1              | ▲ +2,5            | 77              | ▲ +23           |
|                  | Centrum (Z)                                           | 11,8              | ▲ +1,5            | 68              | ▲ +7            |
|                  | Německá národně lidová strana (DNVP)                  | 7,0               | ▼ -7,3            | 41              | ▼ -32           |
|                  | Německá lidová strana (DVP)                           | 4,5               | ▼ -4,2            | 30              | ▼ -15           |
|                  | Německá státní strana (DStP)                          | 3,8               | ▼ -1,0            | 20              | ▼ -5            |
|                  | Říšská strana německé střední třídy (WP)              | 3,8               | ▼ -0,7            | 23              | ▬ ±0            |
|                  | Křesťanskonárodní strana rolníků a zemědělců (CNBL)   | 3,2               | ▲ +1,3            | 19              | ▲ +10           |
|                  | Bavorská lidová strana (BVP)                          | 3,0               | ▼ -0,1            | 19              | ▲ +2            |
|                  | Křesťanská sociální služba (CSVD)                     | 2,5               | nová              | 14              | nová            |
|                  | Německá rolnická strana                               | 1,0               | ▼ -0,6            | 6               | ▼ -2            |
|                  | Konzervativní lidová strana (KVP)                     | 0,8               | nová              | 4               | nová            |
|                  | Zemědělská liga (RLB)                                 | 0,6               | ▼ -0,1            | 3               | ▬ ±0            |
|                  | Německo-hannoverská strana (DHP)                      | 0,4               | ▼ -0,2            | 3               | ▼ -1            |
| Celkem           | Celkem                                                | 100,0             |                   | 577             | +86             |

## Sestavování vlády
Po vyhlášení výsledků bylo jasné, že sestavení většinové a k tomu funkční vlády bude extrémně obtížný úkol. Umírnění nacionalisté z Konzervativní lidové strany nedosáhli očekávaného úspěchu, a nemohli tak výrazněji posílit vládní koalici. Kancléř Brüning nakonec dostal svolení od sociálních demokratů v pokračování existující menšinové vlády, která se opírala o prezidentské dekrety. Po úspěchu nacistů to SPD viděla jako nejlepší možnost v dané situaci. Vznikla menšinová vláda tolerovaná SPD, kterou tvořilo Centrum, Bavorská lidové strana, Německá státní strana, Německá lidová strana a Konzervativní lidová strana. Ministerstvo obrany opět vedl nestraník a to Wilhelm Groener.

### Přehled vlád
- Kabinet H. Brüninga I. (Z) – koalice Z, DVP, DDP, BVP, WP, KVP (31. březen 1930 – 9. říjen 1931)
- Kabinet H. Brüninga II. (Z) – koalice Z, DStP, BVP, KVP, CNBL (10. říjen 1931 – 1. červen 1932)